# Rhynchozoon grandiporosum
Rhynchozoon grandiporosum is een mosdiertjessoort uit de familie van de Phidoloporidae. De wetenschappelijke naam van de soort is voor het eerst geldig gepubliceerd in 1925 door Canu & Bassler.